# Рябцев, Антон Сергеевич
Анто́н Серге́евич Ря́бцев (бел. Антон Сяргеевіч Рабцаў; 19 февраля 1984, Новолукомль) — белорусский футболист, защитник. Последним клубом игрока был «Слуцк».

## Карьера
Начал карьеру в составе минского «Динамо», но играл в основном за дубль. В чемпионском сезоне-2004 сыграл за «Динамо» 4 матча. В том же 2004 году сыграл 4 матча за молодёжную сборную Беларуси. В 2005 году перешёл в «Дариду», в составе которой твёрдо играл в основе на протяжении четырёх лет. Всего за «Дариду» сыграл 90 матчей и забил 1 мяч.
По окончании сезона-2008 «Дарида» прекратила существование, и Рябцев оказался в клубе «Гомель». Однако закрепиться в составе гомельской команды ему не удалось, к тому же по итогам сезона-2009 «Гомель» потерял место в высшей лиге, и Рябцев покинул клуб. Первую половину сезона-2010 провёл в клубе первой лиги «Руденск», а потом стал игроком «Торпедо» (Жодино). В 2010-2011 годах прочно играл в основном составе жодинской команды, но в сезоне-2012 стал реже появляться на поле, сыграв всего 16 матчей в чемпионате.
В январе 2013 года вместе с Евгением Лошанковым перешёл из «Торпедо-БелАЗ» в «Слуцк». Помог слуцкому клубу в сезоне-2013 одержать победу в турнире первой лиги. В следующем сезоне-2014 был основным центральным защитником команды в высшей лиге, но в октябре получил травму и пропустил из-за неё окончание сезона. В январе 2015 года продлил контракт со «Слуцком», однако вскоре стало известно, что из-за травмы сезон-2015 он вынужден будет пропустить. В итоге, в феврале контракт был расторгнут, и Рябцев был выведен из заявки команды.
Всего в высшей лиге Беларуси сыграл 190 матчей и забил один гол.

## Достижения
- Чемпион Беларуси: 2004
- Обладатель Кубка Беларуси: 2002/03
- Победитель Первой лиги чемпионата Беларуси: 2013